# Université d'État de Louvain
Cet article concerne l'Université de Louvain qui a existé entre 1817 et 1835. Pour l'université de 1425 à 1797, voir Université de Louvain (1425-1797). Pour celle de 1835 à 1968, voir Université catholique de Louvain (1835-1968).
Pour l'université actuelle francophone, voir UCLouvain. Pour la néerlandophone, voir KU Leuven.
L'université d'État de Louvain a été fondée le 6 octobre 1817 à Louvain par le roi Guillaume Ier, souverain du royaume uni des Pays-Bas, et a fermé ses portes le 15 août 1835.
L'enseignement y était officiellement neutre.
Plusieurs professeurs de l'ancienne université de Louvain, y ont repris leur enseignement, comme Xavier Jacquelart, Jean Philippe Debruyn, Guillaume Joseph van Gobbelschroy (nl), Joseph Josse Vandertaelen (nl), Ferdinand Sentelet (nl), Jean-Baptiste Liebaert, Étienne Heuschling. Le gouvernement des Pays-Bas désirait, en effet, nommer à l'Université d'État comme professeurs des « catholiques éclairés », ce qui mécontenta les autorités ecclésiastiques. 
La langue d'enseignement y était le latin, comme dans toutes les autres universités des Pays-Bas et la plupart des universités d'Europe à cette époque. Elle accueillit aussitôt 230 étudiants.
Après la suppression de l'Université d'État de Louvain, l'Université catholique de Belgique nouvellement fondée à Malines en 1834, vint s'établir à Louvain où elle prendra le nom d'Université catholique de Louvain.

## Histoire
Après la suppression des universités impériales en 1817 dont l'université impériale à Bruxelles, trois universités d'État furent créées par  Guillaume Ier des Pays-Bas, dont celle de Louvain. L'université d'État fut supprimée en 1835. C'est alors que l'université catholique de Malines vint s'installer à Louvain et pris le nom d'université catholique de Louvain.
Alors que se discutait au Parlement la loi sur l'enseignement supérieur, Charles Rogier, essayant dans une dernière tentative de sauver l'Université d'État de Louvain, proposa lors de la séance du 11 août 1835 qu'il n'y ait plus en Belgique qu'une seule université financée par l'État et établie à Louvain, il fut soutenu dans son combat par l'éloquence fougueuse du député catholique Ignace Quirini, ancien étudiant de l'université d'État, et qui deviendra ensuite professeur à la nouvelle université catholique, mais leur dernier combat fut vain et la proposition fut rejetée. La loi votée le 27 septembre 1835 supprima définitivement l'université d'État de Louvain qui ferma ses portes le 15 août 1835. Toutefois, son rayonnement ne fut pas négligeable car en tant qu'université la plus importante de nos régions elle a formé une partie appréciable de la première génération d'intellectuels de la Belgique indépendante et nombre des futurs révolutionnaires. 
Et pourtant, comme l'écrit Geertrui Couderé « le fait qu'il y eut jadis une université d'État à Louvain est pour beaucoup une chose inconnue » et elle ajoute que « même évoquer son existence était un sujet tabou ».
Arlette Graffart pose la question « qu'était cette institution d'enseignement supérieur si souvent dépréciée ? ». Selon cet auteur d'ailleurs, l'université d'État de Louvain mérite d'être considérée comme la « résurrection » de l'ancienne université de Louvain : « elle seule et non point celle qui vit le jour en 1834 à l'initiative des évêques de Belgique, c'est-à-dire l'université catholique de Malines devenue de Louvain l'année suivante. En effet, l'ancienne Université de Louvain fut créée au XVe siècle d'un commun accord par les pouvoirs publics (le duc Jean IV et la ville de Louvain) et le Saint-Siège, sans intervention de l'épiscopat ni du clergé local ».
Selon le professeur Léon van der Essen, de l'université catholique, elle était un « véritable avorton que Guillaume Ier de Hollande avait créé ». Elle était pourtant composée de professeurs de qualité dont plusieurs firent école, souvent formés dans la doctrine de l'idéalisme allemand et venant d'Iéna, de Giessen, de Marbourg ou de Heidelberg. Le gouvernement avait d'ailleurs veillé, afin de ne pas froisser la population, que ces professeurs soient pour la plupart catholiques, mais il s'agissait de catholiques « éclairés »... ce qui mécontenta les autorités ecclésiastiques. Remarquons toutefois que, lorsque celles-ci fondèrent en 1834 une nouvelle université à Malines puis à Louvain, Pierre de Ram, désireux d'avoir un corps académique de valeur, a fait le même choix en recrutant également un corps académique composé largement de savants étrangers, surtout allemands.
Leur influence sur nos jeunes révolutionnaires, qui firent une révolution « nationale » et « libérale » plutôt que sociale, mérite d'être étudiée. En effet, les étudiants, conduits par Sylvain Van de Weyer, témoignaient d'une très grande sympathie pour les associations libérales, romantiques et nationalistes allemandes, les Burschenschaften, et pour le philhellénisme. Les étudiants de l'université d'État de Louvain transformèrent leur université en centre du libéralisme et de l'opposition. Ils ont joué un rôle significatif voire décisif dans la révolution de 1830.
Parmi les étudiants formés à l'université d'État de Louvain plusieurs joueront un rôle de premier plan dans la vie intellectuelle et scientifique du pays comme le chimiste Jean Servais Stas ou les paléontologues Pierre-Joseph van Beneden et Laurent-Guillaume de Koninck. Toutefois, selon le chanoine Roger Aubert, professeur à l'Université catholique, l'apport scientifique non seulement de l'université d'État de Louvain mais également des deux autres universités d'État de Gand et de Liège fut très pauvre. Cependant, selon l'argumentation d'Arlette Graffart, cette accusation de médiocrité semble contredite par le fait que l'université d'État de Louvain ait pu donner au pays des personnalités brillantes dans divers domaines. Elle a formé, en effet, plus de 8 000 étudiants que l'on retrouvera dans les institutions du nouveau royaume de Belgique.

## Bâtiments
La ville de Louvain, propriétaire des bâtiments de l'ancienne université, mit à la disposition de la nouvelle université d'État, les Halles, la bibliothèque publique, le Jardin botanique, le collège de Saint-Donatien, celui des Prémontrés, des Vétérans et du Roi.

## Facultés

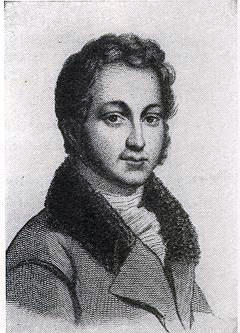
Le baron Frédéric de Reiffenberg, membre du Sénat Académique et professeur à l'université d'État de Louvain.

L'université d'État de Louvain compta dès sa création les Facultés de droit, de médecine, des sciences mathématiques et naturelles ainsi que de philosophie et lettres.

## Recteurs(Rectores Magnifici)
- juin[31] 1818 à 5 nov. 1819 : François Joseph Harbaur, (1776-1824) (ou Franz Joseph Harbauer), un Alsacien, médecin de la cour, ancien élève du philosophe Fichte à l'université d'Iéna, avait séjourné à Paris, Fulda, Saint-Pétersbourg pour enfin arriver aux Pays-Bas. Personnage hors du commun, il se dépensa sans compter pour relancer l'université[32]. Premier recteur magnifique de l'université d'État de Louvain.
- 1819-1820 : Jean-Ferdinand Sentelet.
- 1820-1821 : Henri Ferdinand Decoster.
- 1821-1822 : R. G. J. Bekker.
- 1822-1823 : Charles Jacmart (1773-1849)
- 1823-1824 : François Jacques Goebel.
- 1824-1825 : Jean-François-Michel Birnbaum
- 1825-1826 : François-Joseph Dumbeck.
- 1827-1828 : Jean-Marie Baud.
- 1828-1829 : François-Joseph Adelmann.
- 1830-1831 : Charles Jacmart
- 1831-1832 : Charles Jacmart
- 1832-1833 :
- 1833-1834 :
- 1834-1835 :

## Secrétaires(Graphiarii)
- Gérard Jean Meyer, 1825-1826.

## Membres du Sénat académique
- Frédéric de Reiffenberg (1795-1850), historien et philosophe, secrétaire du Sénat Académique.

## Bibliothécaires
- Georges-Joseph Bekker, 1817-1823

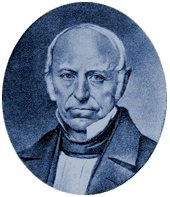
Karl Bernhardi (1799-1874), bibliothécaire de l'université d'État de Louvain.

- Frédéric de Reiffenberg 1823-1826.
- Karl Bernhardi 1826-1830
- Jean Pie Namur 1830-1835

## Professeurs
La plupart des professeurs viennent de diverses régions d'Europe, principalement des célèbres universités allemandes, un seul est Hollandais et plusieurs ont été professeurs dans l'ancienne université de Louvain, et ont repris les cours qu'ils avaient donnés dans la vénérable Alma Mater médiévale. Deux professeurs de l'université d'État de Louvain, Adolphe Roussel et Charles Jacmart, continuèrent leur carrière comme professeurs à l'université libre de Bruxelles et deux autres, Pierre Craninx et Gaspard-Michel Pagani, continuèrent la leur à l'université catholique. Les autres furent dispersés principalement à Liège ou à Gand ou retournèrent en Allemagne.
Parmi les étudiants de l'université d'État certains, comme Ignace Quirini, Clément-Théodore-Adolphe Torné et Théodore Smolders, ont enseigné ensuite à l'université catholique dans la Faculté de droit, alors que d'autres figurent parmi les premiers professeurs de l'université libre de Bruxelles comme Josse-Émile Lequime, David Picard, Arsène Pigeolet, André Uytterhoeven.
En 1830 parmi les griefs faits au roi Guillaume Ier il y eut celui d'avoir choisi tant de professeurs étrangers, mais, comme l'écrit judicieusement Carlo Bronne: « Au contraire de la Hollande, la Belgique n'avait eu au siècle précédent ni historiens ni humanistes de classe. Le roi avait dû faire appel à des maîtres étrangers pour occuper les chaires universitaires et c'est à tort qu'on le lui reprocha car il n'aurait pu faire autrement. Parmi eux se trouvaient d'ailleurs des éducateurs d'élite ».

### Faculté de droit

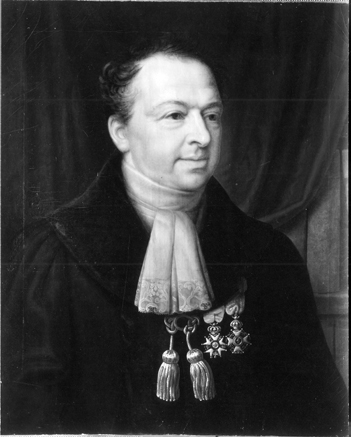
Léopold Auguste Warnkoenig (1794-1866), historien du droit, enseigna de 1827 à 1831 le droit romain et la philosophie du droit à l'université d'État de Louvain.

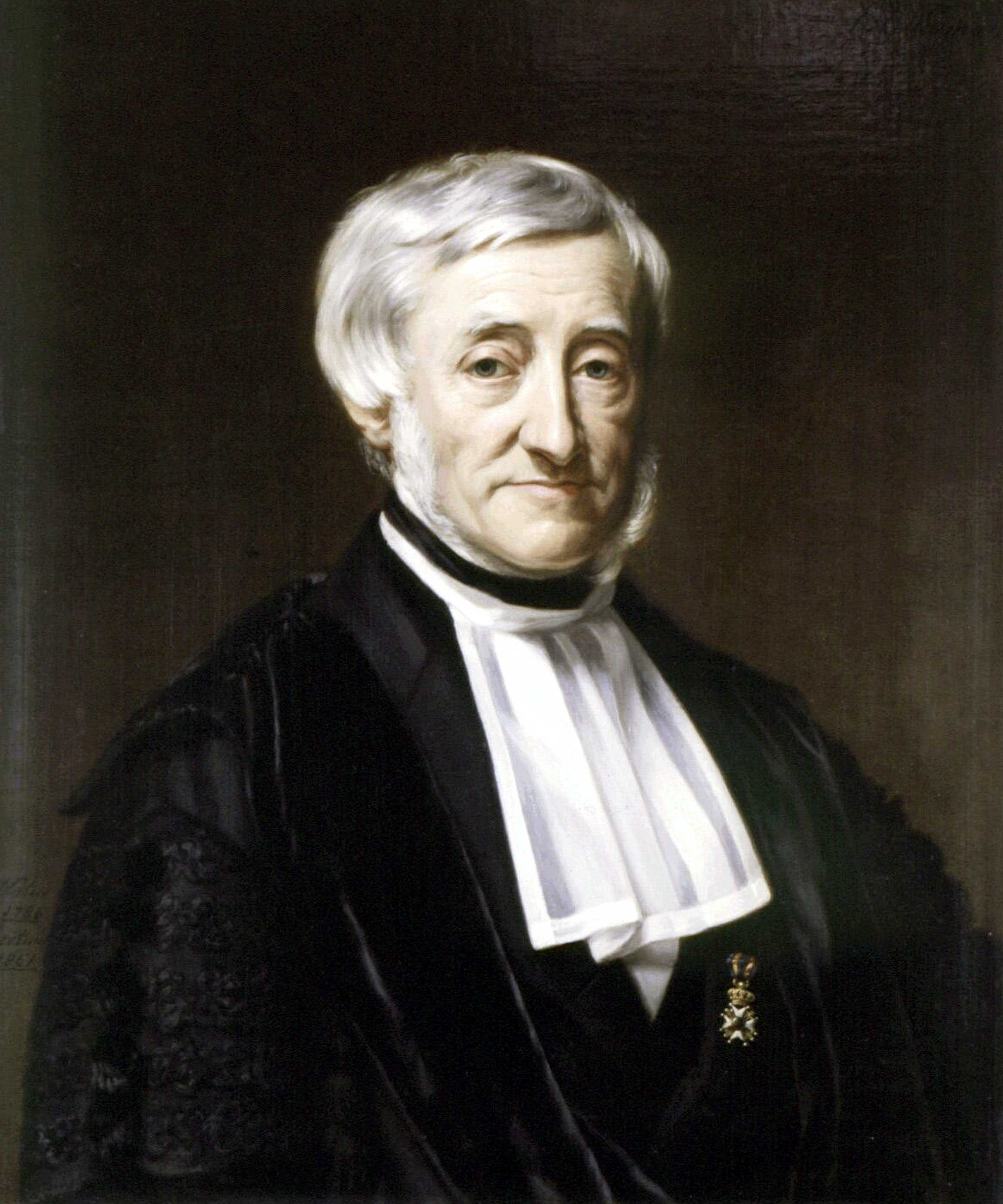
Adrianus Catharinus Holtius, professeur de droit romain, il fonda avec Warnkönig et Birnbaum la "Bibliothèque juridique" à l'université d'État de Louvain.

Cette faculté qui forma une partie de la première génération des juristes belges, eut également des professeurs à la valeur reconnue comme les professeurs allemands Léopold Auguste Warnkoenig et Birnbaum, de Bamberg, ou Xavier Jacquelart qui fut aussi professeur dans l'ancienne université de Louvain, même si selon Victor Brants, professeur à l'Université catholique, il n'y aurait eu parmi eux que « peu de noms qui aient marqué dans l'histoire du droit ». En voici quelques-uns : 
- Léopold Auguste Warnkoenig (1794-1866), qui fut d'abord durant dix ans professeur à l'université de Liège, enseigna de 1827 à 1831 le droit romain et la philosophie du droit à l'université d'État de Louvain et continua sa carrière de 1831 à 1836 à l'université de Gand. Il est considéré comme l'un des plus brillants représentants de l'école allemande d'histoire du droit au même titre que Gustave Hugo ou Savigny. Avec Birnbaum et Holtius il est un des fondateurs de la revue juridique Thémis et de la Bibliothèque du Jurisconsulte. Il est le fondateur de l'école d'histoire du droit national belge dont il a étudié les sources. Après la suppression de l'université d'État de Louvain, il alla enseigner dès 1836 à l'université de Fribourg où il succéda à Jean-François-Michel Birnbaum qui fut tout comme lui professeur à l'université d'État de Louvain. Il y termina sa carrière de professeur en 1844.
- Henri Ferdinand Decoster, né le 17 mai 1784, de Steenokkerzeel, docteur dans les deux droits, déjà professeur à l'université impériale à Bruxelles.
- Adrianus Catharinus Holtius, professeur de droit romain, il fonda avec Warnkönig et Birnbaum la "Bibliothèque juridique".
- Jean-François-Michel Birnbaum, né le 19 septembre 1792, à Giessen, chef-lieu de la province de la Hesse supérieure (grand-duché de Hesse-Darmstadt), docteur en philosophie et dans les deux droits. Après la révolution de 1830, il alla s'établir à Bonn où il enseigna à la Haute École. Il redevint ensuite professeur à l'université de Fribourg-en-Brisgau en 1833, d'Utrecht en 1835, et enfin en 1840 professeur de droit à l'université de Giessen, sa ville natale, dont il devint chancelier en 1847.
- Xavier Jacquelart, de Louvain, docteur dans les deux droits, né à Louvain le 15 janvier 1767, dernier membre survivant du corps enseignant de l'ancienne université de Louvain, est décédé à Bruxelles le 19 novembre 1856, à l'âge de 89 ans et 10 mois. Jadis professeur des mêmes disciplines dans l'ancienne université de Louvain. Après y avoir terminé ses humanités au collège de la Trinité, il fit son cours de philosophie à la Pédagogie du Porc et obtint, en 1786, la trente-huitième place à la promotion générale de la faculté des Arts. Le 28 juin 1791, il reçut le grade de licencié en droit civil et en droit canon.
- Jean Philippe Debruyn, de Louvain, licencié dans les deux droits, né le 12 décembre 1766, professeur dans l'ancienne université de Louvain depuis l'année 1794.
- Adolphe Roussel, ancien étudiant puis professeur à l'université d'État de Louvain. Il continua sa carrière en 1835 comme professeur à l'université libre de Bruxelles, nouvellement fondée. Il est une figure marquante de la révolution belge de 1830 pour l'indépendance nationale, à laquelle, quoique de nationalité française, il participa avec fougue. Il fonda un journal radical, le Journal de Louvain, dans lequel il se répandit en critiques contre le roi Guillaume Ier. Il créa à Louvain une garde bourgeoise opposée à la domination hollandaise avec laquelle il s'empara d'une caserne de Louvain. Il partit ensuite à Bruxelles avec une force de 500 hommes avec lesquels il participa aux journées de septembre.

### Faculté de médecine
- François Joseph Harbaur, de Neustadt en Alsace, né le 4 mars 1776, docteur en médecine et chirurgie, fit ses études de médecine à l'université d'Iéna, médecin chef du roi, chevalier de l'ordre du Lion belgique et chevalier de quatrième classe de l'ordre de Wladimir de Russie, membre de l'Académie des sciences de Bruxelles et d'autres académies. Il fut le premier recteur magnifique.
- Guillaume Joseph van Gobbelschroy, de Louvain, né le 28 août 1767, licencié en médecine, déjà auparavant, depuis l'année 1783, professeur dans l'ancienne université de Louvain.
- Charles François Jacmart, né le 5 juin 1773 à Fumay, de Namur, décédé à Saint-Josse-ten-Noode, 8, rue du Mériden le 11 octobre 1849, docteur en médecine en sciences mathématiques et physiques, membres de plusieurs académies nationales et étrangères. Fut inscrit comme élève à la Pédagogie du Porc de l'ancienne université de Louvain le 10 juillet 1790, devint licencié ès Arts le 23 août 1791 et licencié en médecine de cette université le 4 juillet 1794. Professeur d'histoire naturelle à l'École centrale de Sambre-et-Meuse à Namur, puis professeur de mathématiques supérieures à l'université impériale de Mayence sous Napoléon. Il devint secrétaire de l'université d'État de Louvain en 1819-1820 et recteur magnifique en 1822-1823, 1830-1831 et 1831-1832. Après la suppression de l'université d'État de Louvain en 1835, Charles Jacmart fut nommé le 8 février 1838 professeur à la Faculté de médecine de l'université libre de Bruxelles où il enseigna jusqu'en 1845 les cours de médecine légale, de police médicale et d'histoire de la médecine.
- Joseph Josse Vandertaelen, professeur extraordinaire, né le 5 avril 1766, de Tirlemont, licencié en médecine de l'ancienne université de Louvain où il fut aussi professeur.
- Pierre Craninx, assistant du professeur Jacmart, recteur de l'université d'État de Louvain, puis professeur à l'université libre de Bruxelles. Après la suppression de l'université d'État de Louvain en 1835, Pierre Craninx accepta le poste de professeur à la nouvelle université catholique de Louvain.
- Jean-Marie Baud, de Rumilly en Savoie, docteur en médecine, professeur extraordinaire, né le 16 juillet 1776.
- Antoine-Gérard Van Onsenoort, d'Utrecht.
- De Courtray

### Faculté des sciences mathématiques et physiques

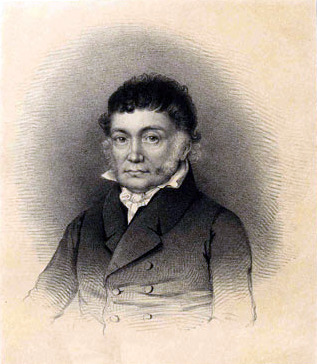
Jean-Baptiste Van Mons, professeur à l'université d'État de Louvain.

- Ferdinand Sentelet, de Overwinde-Landen, né le 17 juillet 1754 et décédé à Louvain le 26 novembre 1829, licencié en théologie, ancien professeur de philosophie à la Pédagogie du Lys et président du collège de Craenendonck, à l'ancienne université de Louvain depuis 1780. Puis professeur de physique et d'économie rurale à la nouvelle université d'État de Louvain, membre de l'Institut des Pays-Bas.
- Jean-Baptiste Van Mons (1765-1842), pharmacien et chimiste.
- François Jacques Goebel, du duché de Bade, docteur en philosophie, né le 16 juillet 1791.
- Gaspard-Michel Pagani (1796-1855), réfugié italien et mathématicien. Il fut un de ceux qui réussirent à faire renaître le goût des recherches mathématiques en Belgique[37]. Il est nommé le 17 janvier 1826, professeur à l’université d'État de Louvain. Il y enseigna l'application de l'algèbre à la géométrie (géométrie analytique). Après l'indépendance de la Belgique, il devint le 17 septembre 1832, professeur à l’université d'État de Liège et le 28 novembre 1835, professeur à l’université catholique de Louvain, nouvellement fondée.

### Faculté de philosophie et lettres

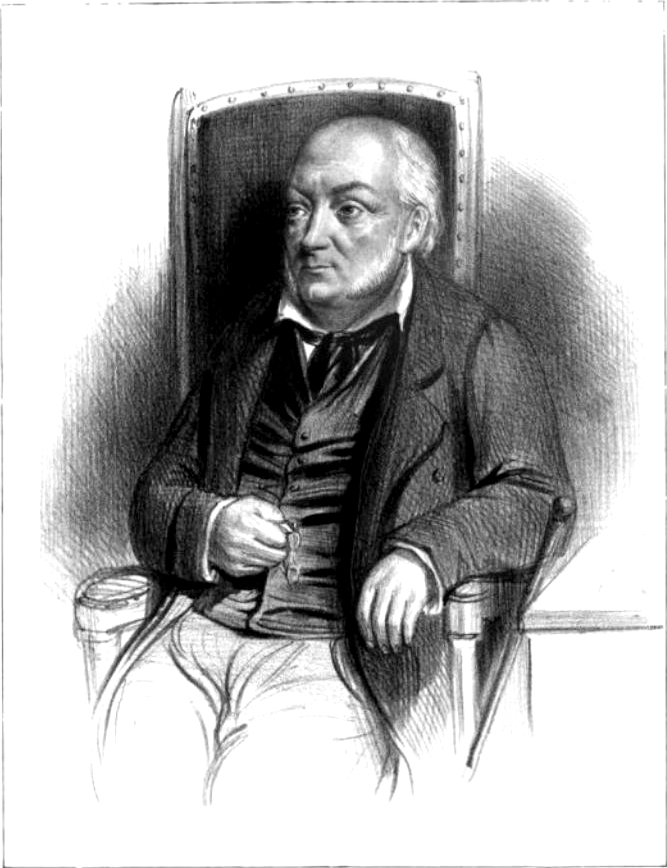
Joseph Jacotot, professeur à l'université d'État de Louvain.

- Georges-Joseph Bekker (Walldürn 1785- Liège 1837), philologue allemand, né dans le duché de Bade. Membre de l’Institut royal des Pays-Bas et depuis 1834 membre de la classe des lettres de l'Académie royale de Bruxelles. Il s'était formé à l'université de Heidelberg sous Frédéric Creuzer. Après la suppression de l'université d'État de Louvain en 1835 le gouvernement belge le nomma professeur à l'université de Liège dont il devint recteur.
- Joseph Jacotot (1770-1840), professeur de littérature française. Il devint ensuite directeur de l'École militaire. Il était l'oncle par alliance d'Eugène Defacqz, grand-maître du Grand Orient de Belgique.
- François Joseph Dumbeck, de Bade, né le 31 octobre 1791.
- Jean-Baptiste Liebaert, de Messines, docteur à la faculté des Arts de l'ancienne université de Louvain, né le 4 février 1757.
- Étienne Heuschling, de Luxembourg, né en 1760, qui avait été professeur d'hébreu dans l'ancienne université de Louvain, puis en  1806 professeur à l'École de droit de Bruxelles, devint professeur de langues orientales dans la nouvelle université d'État de Louvain.
- Albert ten Broeke Hoekstra, docteur dans les deux droits de l'université de Leyde, né le 18 février 1765, enseigna les lettres néerlandaises.
- François Joseph Adelmann, de Heidelberg, professeur en sciences mathématiques et physiques, né le 26 juillet 1787.
- Frédéric de Reiffenberg, né à Mons (Hainaut) le 14 novembre 1795 et mort à Saint-Josse-ten-Noode (Bruxelles) le 18 avril 1850, historien et philosophe, professait la philosophie de Victor Cousin[38]. Il devint ensuite professeur d'histoire à l'université de Liège.
- M. Gloesener (1796-1855).
- A. Molitor (1807-1848).

## Les étudiants

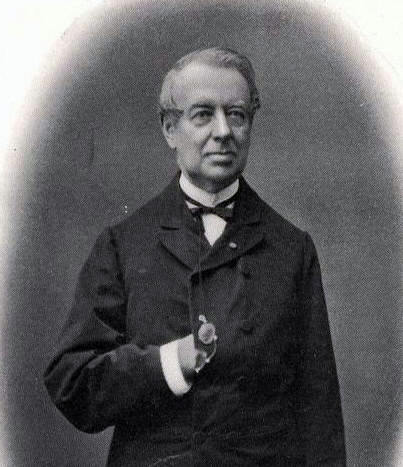
Jules d'Anethan (1803-1888), homme politique, ministre, figure de proue du parti catholique, ancien étudiant à l'université d'État de Louvain..

Adolphe Borgnet (1804-1875), juriste, professeur puis recteur de l'université de Liège de 1848 à 1853, ancien étudiant à l'université d'État de Louvain.

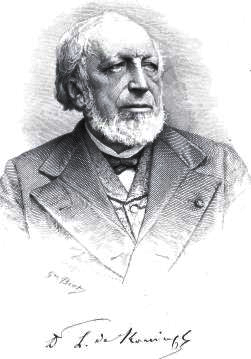
Laurent-Guillaume de Koninck (1809-1887), paléontologue et chimiste, professeur à l'université de Liège, ancien étudiant à l'université d'État de Louvain.

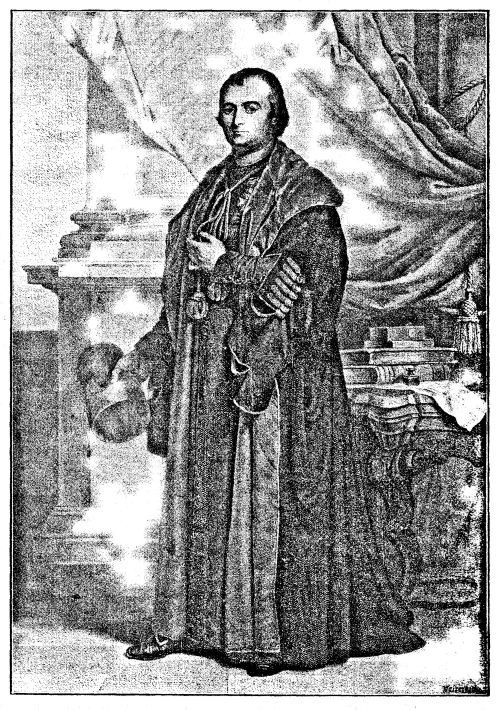
Pierre de Ram (1804-1865), fondateur en 1834 de l'Université catholique de Malines puis de Louvain en 1835, ancien étudiant à l'université d'État de Louvain

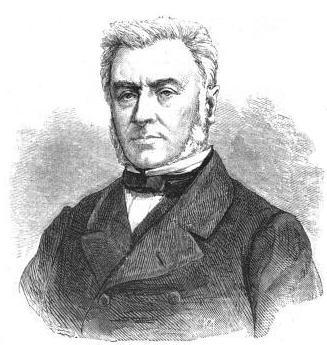
André-Napoléon Fontainas, bourgmestre de Bruxelles, ancien étudiant à l'université d'État de Louvain.

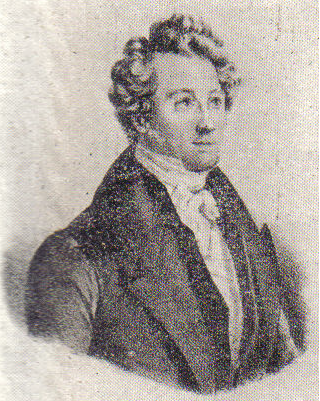
Alexandre Gendebien (1789-1869), avocat, membre du Gouvernement Provisoire, membre du Congrès national, ancien étudiant à l'université d'État de Louvain.

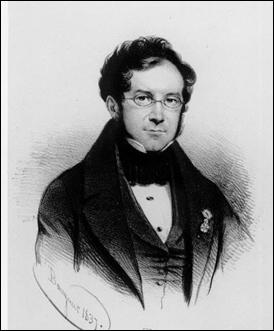
Ferdinand de Meeûs (1798-1861), gouverneur de la Société générale de Belgique, ancien étudiant à l'université d'État de Louvain.

François Moncheur (1806-1890), magistrat, industriel, homme politique membre du parti catholique, ancien étudiant à l'université d'État de Louvain.

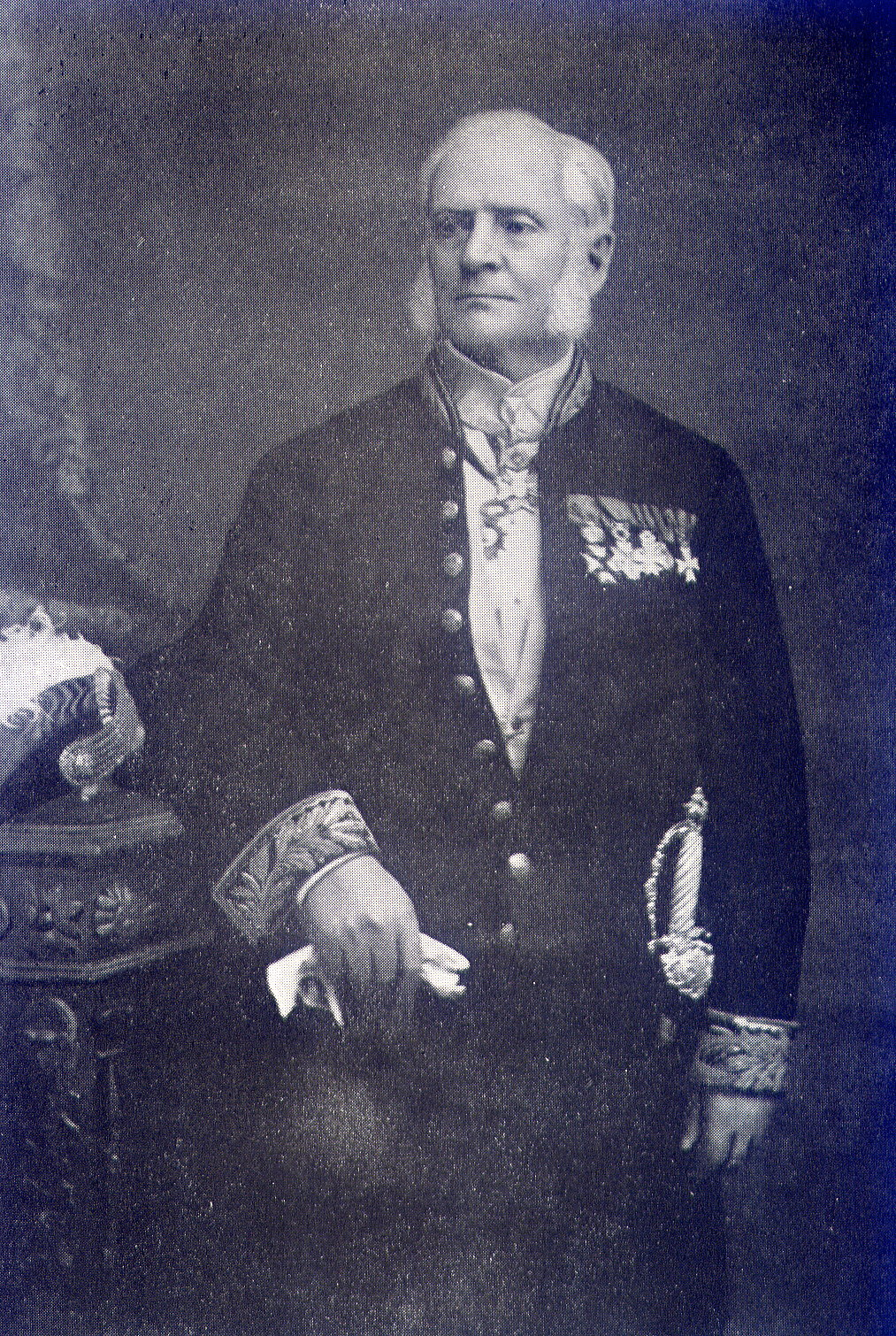
Arsène Pigeolet (1814-1902), médecin, professeur à l'université libre de Bruxelles dont il fut recteur en 1878-1879. Sénateur de Nivelles à partir de 1878, ancien étudiant à l'université d'État de Louvain.

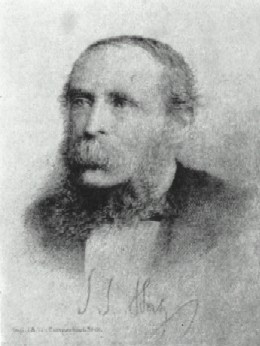
Jean Servais Stas (1813-1891), chimiste, ancien étudiant à l'université d'État de Louvain.

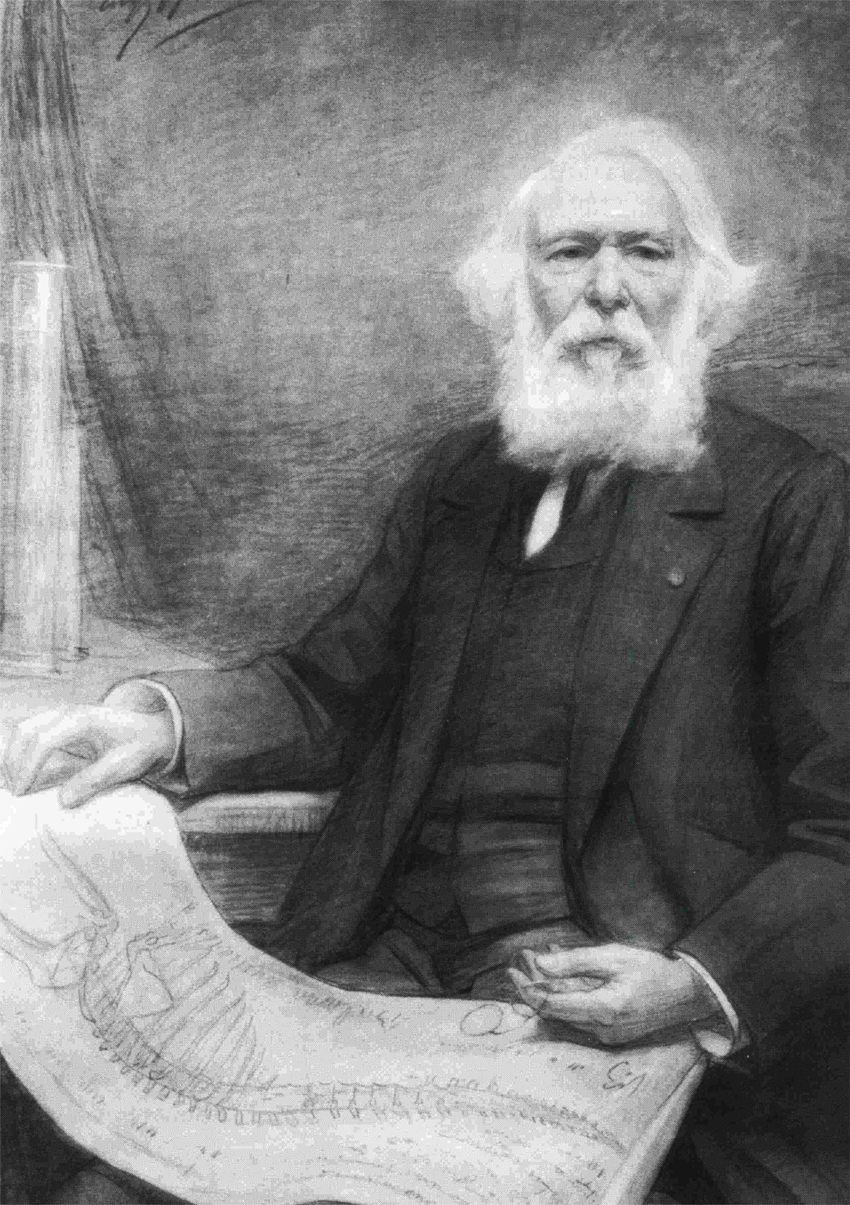
Pierre-Joseph Van Beneden (1809-1894), paléontologue, zoologue et parasitologue, ancien étudiant à l'université d'État de Louvain.

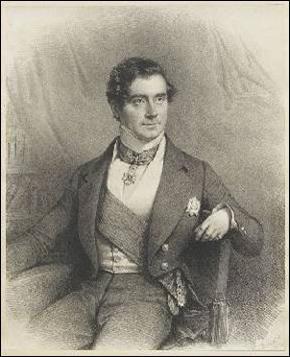
Sylvain Van de Weyer, avocat, membre du Gouvernement provisoire, ambassadeur à Londres, ancien étudiant à l'université d'État de Louvain.

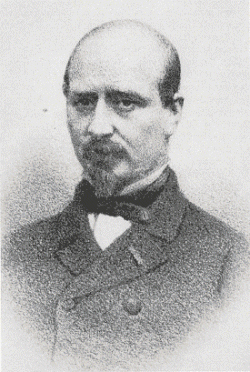
Hippoliet Van Peene (1811-1864), médecin, auteur du Vlaamse Leeuw, chant national flamand, ancien étudiant à l'université d'État de Louvain.

Considérée par le professeur Léon van der Essen, comme un « véritable avorton », alors qu'au contraire « elle fut la plus peuplée des universités instituées dans nos régions » et que « c'est donc l'université la plus importante à l'époque qui fut fermée en 1835 et ce n'est qu'après sa suppression que les deux universités libres vont voir affluer un nombre important d'étudiants », l'université d'État de Louvain a compté sur dix-huit années d'existence académique 8 020 inscriptions. Parmi ces étudiants formés, en cette époque d'unionisme, à l'Université d'État de Louvain, où se donnait un enseignement officiellement neutre et ouvert à tous sans distinctions confessionnelles, beaucoup jouèrent par la suite un rôle important dans la vie intellectuelle et scientifique, tant dans le monde catholique que libéral qui constitueront les deux "piliers" idéologiques du jeune État belge. Ainsi parmi ses alumni on trouve le nom de Pierre de Ram, créateur et fondateur de la future université catholique de Louvain, et celui d'Arsène Pigeolet, futur recteur de l'université libre de Bruxelles.
Si selon le chanoine Roger Aubert l'apport scientifique de cette université « fut très pauvre » et si, selon Victor Brants, en ce qui concerne la Faculté de droit, son « éclat paraît bien faible » et qu'« on y trouve peu de noms qui aient marqué dans l'histoire du droit », néanmoins, cela semble démenti par les recherches d'Arlette Graffart qui conclut qu'« en ce qui concerne la qualité de l'enseignement [qualifié de médiocre] nous pensons avoir suffisamment apporté la preuve du contraire lorsque nous avons retracé les grandes lignes de la carrière réalisée par certains élèves de cette institution » dont nous donnons ici certains noms :
- Jules Joseph d'Anethan, chef de cabinet (premier ministre), fondateur du parti catholique.
- Antoine Bemelmans ( - -1837), jurisconsulte et avocat à la Cour de cassation.
- Charles Blargnies (1793-1866), membre du Congrès national. Il étudia le droit à l'École de Droit de Bruxelles puis à l'université d’État de Louvain. Fut député libéral.
- Adolphe Borgnet[48], docteur en droit en 1826, professeur d'histoire du Moyen Âge et d'histoire de Belgique à l'université de Liège.
- Adolphe Bosquet (1801-1872), avocat à la Cour de cassation.
- Félix Delecourt, de Mons, juriste.
- François Cambrelin (Gand 1792-1881)[49], chirurgien dans l'armée napoléonienne, organisa le service hospitalier lors de la révolution belge.
- François-Joseph Cantraine[50], futur zoologiste et professeur à l'université de Gand.
- Renier Chalon (1802-1889), érudit, numismate, photographe et collectionneur.
- Pierre Craninx (1805-1890), docteur en médecine, lecteur et assistant du professeur Charles Jacmart à l'université d'État de Louvain puis dès 1835 professeur à la nouvelle université catholique de Louvain.
- Louis Delwarde, membre du Congrès national.
- Louis Deroubaix, (1813- ), médecin, devint en 1841 professeur à l'université libre de Bruxelles.
- François Dolez, juriste. Il fut sénateur libéral.
- Bernard du Bus de Gisignies (1808-1874), paléontologue. Il devint en 1846 le premier directeur du Muséum des sciences naturelles de Belgique.
- André-Napoléon Fontainas, bourgmestre de Bruxelles. Franc-maçon membre de la loge Les Vrais Amis de l'Union Bruxelles et Les Amis philanthropes.
- Alexandre Gendebien (1789 – 1869), devint avocat, homme politique de tendance libérale. Franc-maçon membre de la Loge L'Espérance à Bruxelles
- Louis Goossens, après des humanités au Lycée Impérial de Bruxelles, il étudia le droit d'abord à l'École de droit de Bruxelles et ensuite à l'université d'État de Louvain où il obtint la plus grande distinction. Il fonda en 1849 la première école d'agriculture de Belgique.
- Alexis Hody, administrateur de la Sûreté Publique.
- Jules Guérin (1801-1886), médecin.
- Laurent-Guillaume de Koninck (1809-1887), paléontologue et chimiste belge. Devint professeur de chimie à l'université de Liège.
- Josse-Émile Lequime, médecin, professeur à l'université libre de Bruxelles.
- Henri Marcelis (--1859), avocat à la Cour de cassation.
- Adolphe Mathieu[51], futur conservateur de la Bibliothèque de Bourgogne.
- Ferdinand de Meeûs (1798-1861), financier.
- François Moncheur (6 octobre 1806 au château de Rieudotte Andenne - 13 juillet 1890 au château de Namêche), magistrat et homme politique catholique.
- David Picard, (1803-1869), jurisconsulte, avocat, professeur à l'université libre de Bruxelles où il enseigna dès sa fondation en 1834.
- Arsène Pigeolet (1814-1902), médecin. Devint professeur à l'université libre de Bruxelles dont il fut recteur en 1878-1879. Sénateur de Nivelles à partir de 1878.
- Jean Pirmez, membre du Congrès national. Député libéral.
- Louis Ranwet, (1802-1870), jurisconsulte et magistrat. Il figure en 1834 parmi les fondateurs de la nouvelle Société des douze.
- Joseph Roulez[52], archéologue célèbre.
- Adolphe Roussel, étudiant en droit devint par la suite professeur à l'université d'État de Louvain puis à l'université libre de Bruxelles.
- Antoine Schayes (1808 - 1859), historien et archéologue. Il devint membre de l'Académie royale des sciences, des lettres et des beaux-arts de Belgique en 1847.
- Constant-Philippe Serrure (1805-1872), érudit et bibliophile. Il devint professeur à l'université de Gand dont il fut recteur de 1855 à 1857.
- Théodore Smolders, avocat. À partir de 1835 il devint professeur à la Faculté de droit de l'université catholique de Louvain.
- Jean Servais Stas (1813-1891), chimiste. Devint enseignant à l'École polytechnique de Paris et à l'École militaire de Bruxelles.
- Charles Surmont de Volsberghe[53], docteur en droit en 1821, fervent défenseur de la révolution de 1830, il parraina la candidature du duc de Nemours comme futur roi des Belges.
- André Dieudonné Trumper (1794-1874), médecin des pauvres et vénérable maître des Vrais Amis de l'union et du progrès réunis.
- André Uytterhoeven[54], docteur en accouchements en 1835, médecin chef de l'hôpital Saint-Jean à Bruxelles et un des fondateurs de l'université libre de Bruxelles dont il devint professeur.
- Pierre-Joseph van Beneden (1809-1894), étudia la médecine, reçut le diplôme de docteur en médecine en 1832, puis devint professeur à la nouvelle université catholique de Louvain.
- Alphonse Vandenpeereboom (1812-1884), avocat, historien, homme politique libéral.
- Sylvain Van de Weyer (1802-1874), homme politique libéral.
- Auguste Van Dievoet (1803-1865), historien du droit et avocat à la Cour de cassation.
- Hippoliet Van Peene (1811-1864), médecin, auteur du Vlaamse Leeuw, chant national flamand.
- François Joseph Verhaegen, (1800-1848), jurisconsulte, avocat à la Cour de cassation. Il est le frère de Théodore Verhaegen, fondateur de l'université libre de Bruxelles.
- Jan Frans Willems (1793-1846), homme de lettres flamand, reçu un titre de docteur honoris causa à l'université d'État de Louvain en 1830.